# 圣庞加爵塔

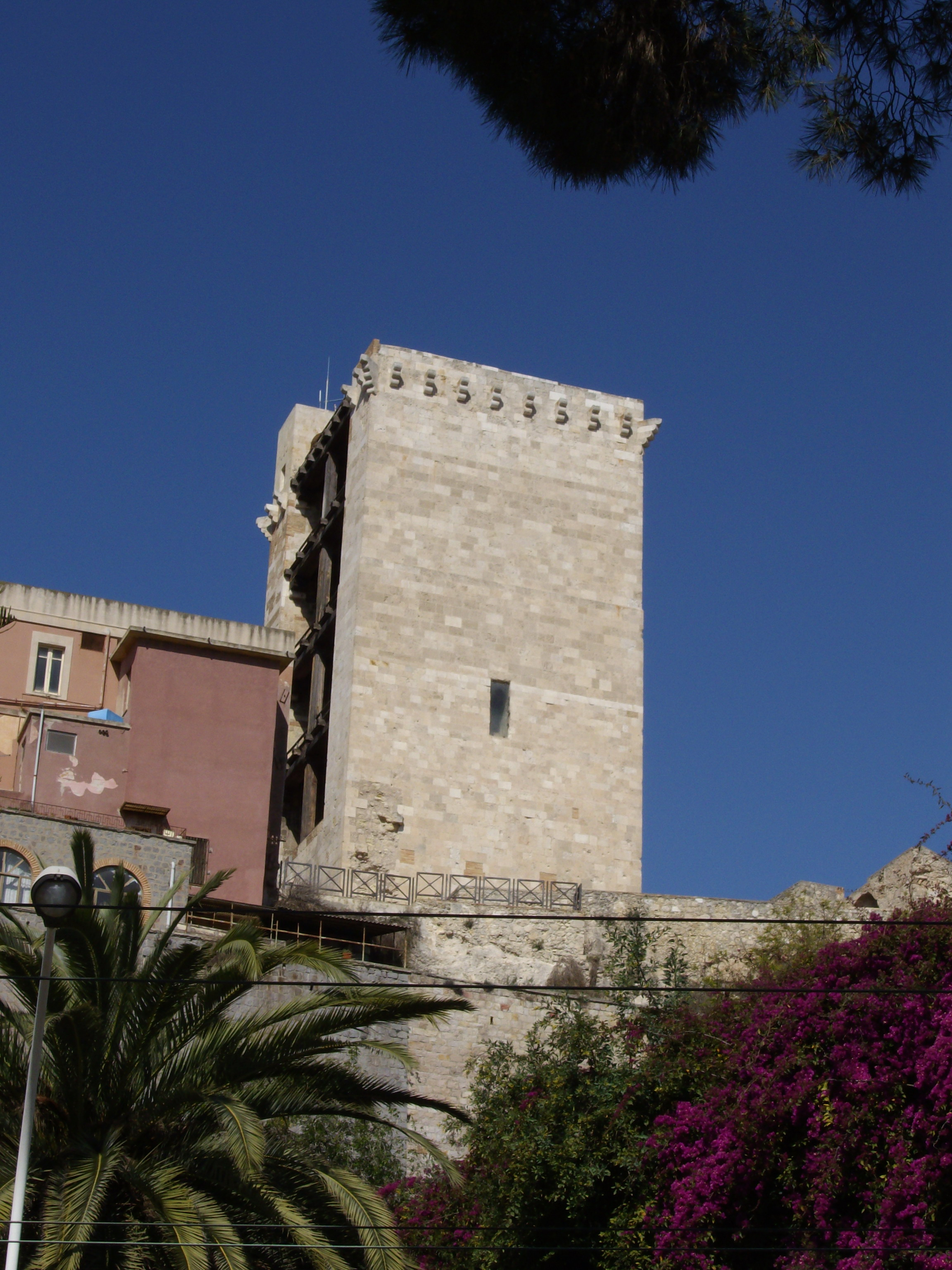
圣庞加爵塔

圣庞加爵塔（Torre di San Pancrazio）是意大利撒丁岛首府卡利亚里的一座中世纪塔楼，位于该市古老的城堡区。
圣庞加爵塔建于1305年，比萨统治期间，设计者为撒丁岛建筑师乔万尼·卡普拉，他在两年后设计了大象塔。该塔是抵御摩尔人和热那亚的袭击的城墙的一部分。该塔用白色石灰石建造，墙壁厚达3米。它有一个门，与大象塔的门同为城堡的主要入口。
在阿拉贡统治时期，圣庞加爵塔曾被改建为监狱。